# Orthocladius sublettorum
Orthocladius sublettorum är en tvåvingeart som beskrevs av Peter Scott Cranston 1999. Orthocladius sublettorum ingår i släktet Orthocladius, och familjen fjädermyggor. Arten har ej påträffats i Sverige.